# Tavola Pecuniaria
Le Tavole pecuniarie sono state delle banche Siciliane dell'età moderna.

## Storia
Nel XV secolo sorsero i primi "banchi pubblici" siciliani. Successivamente, nel 1552, venne invece fondato a Palermo un Banco pubblico comunale che, sotto la denominazione di Tavola Pecuniaria, svolse attività di tesoreria governativa e comunale.
Gradualmente sorsero in diverse città dell'isola le Tavole Pecuniarie. Fra le prime vi è quella della città di Messina, che fu fondata il 31 dicembre 1586 dal Senato con l'autorizzazione del Re Filippo II d'Asburgo, figlio di Carlo V e noto come Filippo I di Sicilia e Filippo II di Spagna, detto il Re prudente, di cui fu nominato governatore Paolo Natoli, che creò le riforme e il primo vero modello di sviluppo per la creazione della moderna finanza pubblica.